# Brewster Island
Brewster Island ist eine kleine Insel vor der Danco-Küste des Grahamlands im Norden der Antarktischen Halbinsel. Sie liegt nordwestlich von Danco Island im Errera-Kanal.
Die Insel ist erstmals auf einer argentinischen Landkarte aus dem Jahr 1950 verzeichnet. Das UK Antarctic Place-Names Committee benannte sie 1960 nach dem schottischen Physiker David Brewster (1781–1868), Erfinder des dioptrischen Stereoskops.